# Edouard Meyer
Edouard Meyer, né à Bourg-de-Péage le 25 février 1889 (Drôme) et décédé le 11 novembre 1953 à Casablanca à 64 ans, est un ancien pilote automobile franco-marocain sur route et sur circuits, également aviateur.

## Biographie
Édouard Meyer naquit dans la Grande-Rue péageoise, de parents originaires de Saône-et-Loire et du Doubs. Il quitta tout enfant cette ville pour aller habiter avec sa famille à Grenoble. Après de solides études où il fut attiré par la mécanique et l’électricité, il se spécialisa dans ces branches dans la capitale dauphinoise de 1902 à 1905. 

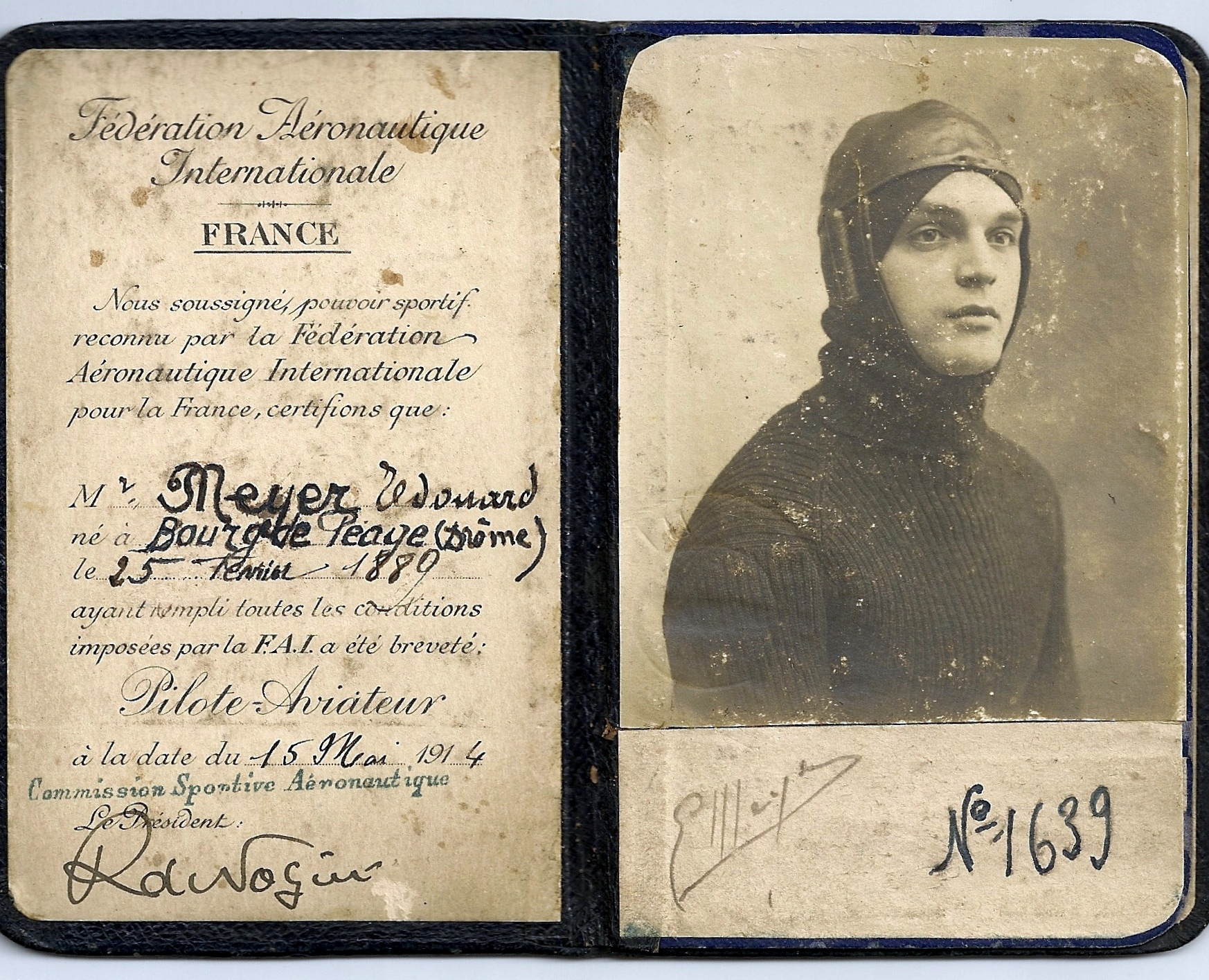
Brevet de pilote aviateur de Meyer, délivré le 15 mai 1914.

Il fait son service militaire à Alger, en 1909. En 1912 à Constantine il rencontre celle qui sera son épouse jusqu’au bout, Andrée De Poorter, avec laquelle il aura une fille Jeanine née à Casablanca le 13 juillet 1929. La déclaration de guerre de 1914 le trouve à la tête d'un atelier de vulcanisation à vapeur, à Constantine. Ce sont les débuts de l'Automobile et ceux de l'Aviation, et il vient de passer son brevet de pilote civil de l'Aéro-Club de France le 15 mai 1914. Brevet No 1639.   

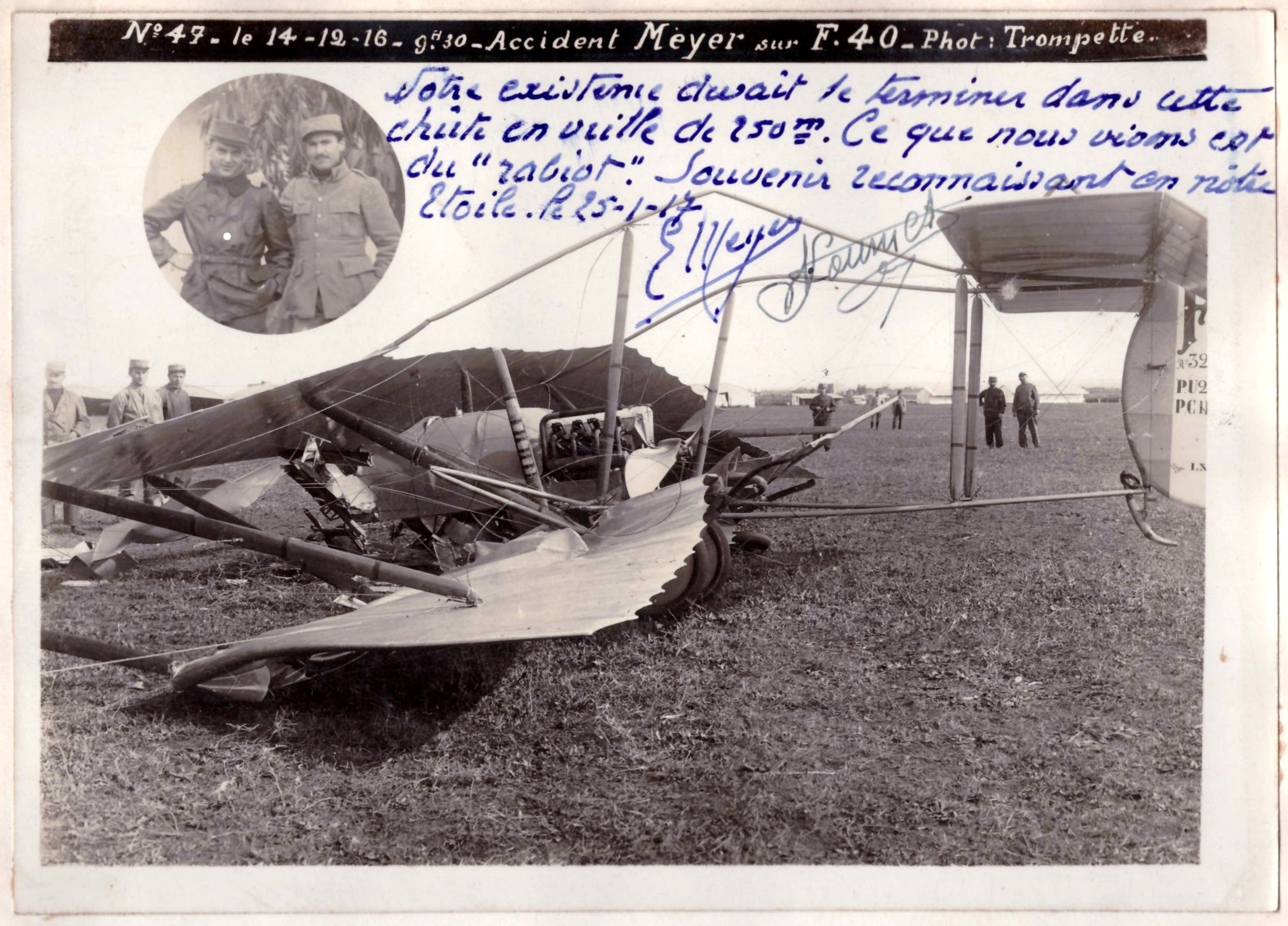
Chute en vrille du Farman F.40 d'Édouard Meyer, le 14 décembre 1916 à l'aérodrome de Cazes (Camp Cazes), près de Casablanca.

D'août 1914 à août 1919, il fait campagne contre l’Allemagne, et se trouve versé, dès les premiers jours de la guerre, dans l'Aviation militaire naissante. Le 5 octobre 1915, il est blessé gravement dans un accident d'aviation, et évacué à Jonzac. Le 22 février 1916, il est breveté pilote militaire.  Il est ensuite affecté au Centre d'Andrieu, comme moniteur pilote sur Caproni trimoteur. Le 14 octobre 1916, il est envoyé au Maroc pour y participer à la création d'une aviation militaire qui va, de plus en plus, suppléer au manque d'effectifs des troupes . En novembre 1916, Édouard Meyer est affecté au Centre de réception et d'essai de Casablanca. En décembre de la même année, au cours d'une réception d'appareil, il fait une chute en vrille, de 250 mètres dont il sort grièvement blessé et est évacué sur l'hôpital de Casablanca qu'il ne quitte qu'en avril 1917 pour se voir affecter au perfectionnement des pilotes et à la surveillance des côtes marocaines de Mazagan à Larache. Il est employé en outre à de nombreuses missions. L'une d'elles lui vaut les félicitations du Général Hubert Lyautey à Kasbah-Tadla; une autre, les félicitations du Commandant de l'Aéronautique au Maroc, Mr. Cheutin, car le 21 septembre 1917 il s'est parfaitement acquitté d'une mission aérienne délicate, en ayant à son bord le Général Joseph-François Poeymirau.    
En cette même année 1917, Édouard Meyer invente et met au point un appareil cinématographique destiné à la photo-topographie aérienne. Avec cet appareil, il fait de nombreux relevés dans les régions de la haute-Moulouya: sources de la Moulouya, sources de l'Oued el Abid entre autres. Les cartes exécutées d'après ces relevés par le service de topographie aérienne de Casablanca sont celles qui serviront par la suite au Commandement, pour étudier et organiser les opérations de pacification de ces régions. Cette constante activité lui vaut, le 10 novembre 1917, une citation à l'ordre des T.O.M. et la Croix de Guerre avec palme. Puis une nouvelle citation à l'ordre des T.O.M., avec attribution du grade de Chevalier dans l'ordre du Ouissam Alaouite, pour faits de guerre le 15 octobre 1918.
À la démobilisation de la guerre 1914 - 1918, Édouard Meyer comptait parmi les pilotes totalisant le plus grand nombre d'heures de vol (3279, dont 742 heures au-dessus de l'ennemi). 
Dès lors, il se lance dans l'industrie. Il crée d'abord une usine de crin végétal à Aïn-Mazi. Puis il découvre et exploite des carrières de marbre.
En 1920, il constitue une importante société sous le nom de Carrières et Usines E. Meyer, pour l'exploitation de carrières, concassage et transport de matériaux nécessaires aux Travaux Publics et entreprises particulières de construction. Cette entreprise se développe, et elle devient bien vite :  "Les Carrières Marocaines ".
En 1928, il crée la Chambre syndicale des entrepreneurs français du Maroc. En 1934, il construit le cinéma "VOX", qui sera longtemps la plus grande salle d'Afrique. 
Les salines du Lac Zima dont il fait passer la production de 2 000 à 30 000 tonnes, permettent à la Conserverie du Maroc d'avoir de suffisantes ressources en sel. Il développe l'industrie salinière d'Oranie, en faisant également passer la production de 2 000 tonnes à 20 000 tonnes aux Salines de Ferry. 
De 1936 à 1952, il fonde et anime de nombreuses affaires dans des domaines variés, telles que la Société nord-africaine industrielle et commerciale (SONAF), la Société agricole de Tafoudeit, les Salines et plâtrières marocaines, la Société Primarfruits, la Société Landmann & Bieler, les Chaux et plâtres du Maroc, les Mines de Midkane, la Compagnie commerciale des sels (COSEL), etc.
Sa carrière en compétition automobile s'inscrit entre 1924 et 1953. À la fin de celle-ci, il dispute encore la première des deux éditions des 12 Heures de Casablanca, fin mai 1952 avec Georges Michaud sur Porsche, et l'une de ses très rares compétitions hors d'Afrique du Nord, au Portugal fin juillet 1953 sur le circuit du parc de Monsanto à bord d'une Fiat V8.
Concurremment avec cette activité automobile, Édouard Meyer, qui est, aussi, aviateur, vole sans arrêt. En 1928, il crée l'Amicale des aviateurs de réserve au Maroc, groupement qui fusionne avec l'Aéro-Club du Maroc dont il devient le président. Il y déploie, pendant deux ans, une telle énergie qu'il en fait tripler le nombre des adhérents. En 1930, il donne sa démission de l'Aéro-Club du Maroc, pour créer les Ailes marocaines, dont il reste
président jusqu'en 1933. Il évolue sur avion Farman pour disputer entre autres le Rallye aérien algéro-marocain de Pâques, également en 1933 (organisé par l'Aéro-Club du Maroc). Son nouveau Club devient, sous son impulsion, très important, puisqu'il compte très vite plus de 1 000 membres et possède 17 avions, mais il se trouve obligé, à la demande de la Fédération aéronautique de France, de fusionner avec l'Aéro-Club du Maroc. Dès lors, Édouard Meyer conserve la vice-présidence de l'Aéro-Club du Maroc de 1933 à 1949. Durant cette période sont comprises les 6 ou 7 années de guerre et d'après-guerre pendant lesquelles l'activité des aéro-clubs reste végétative, puisqu'ils ne disposaient ni d'essence, ni d'avions, ces derniers ayant été réquisitionnés à la déclaration de guerre, en
septembre 1939.
 
En 1949, Édouard Meyer crée l'Aéro-Club de Casablanca-Ailes chérifiennes, dont il garde la présidence jusqu'en
1952, année où il crée la piscine Kon-Tiki, nom qu'il donne en hommage au radeau construit par l'anthropologue norvégien Thor Heyerdahl. 
Repris par son amour pour la compétition automobile, il passe la présidence de ce club à Georges Michaud, pour pouvoir se consacrer plus complètement à la présidence de l'Écurie-Maroc, puis, très vite, à la présidence de la Fédération des Écuries de course du Maroc, en même temps qu'il demeure président d'honneur de l'Aéro-Club de Casablanca. C'est à ce dernier poste que la mort le terrasse.

## Palmarès

### Titres
- Champion du Maroc sur route de vitesse, à plusieurs reprises durant les années 1920[4]

### Victoires principales
Circuits :
- Circuit international d'Anfa, en 1925

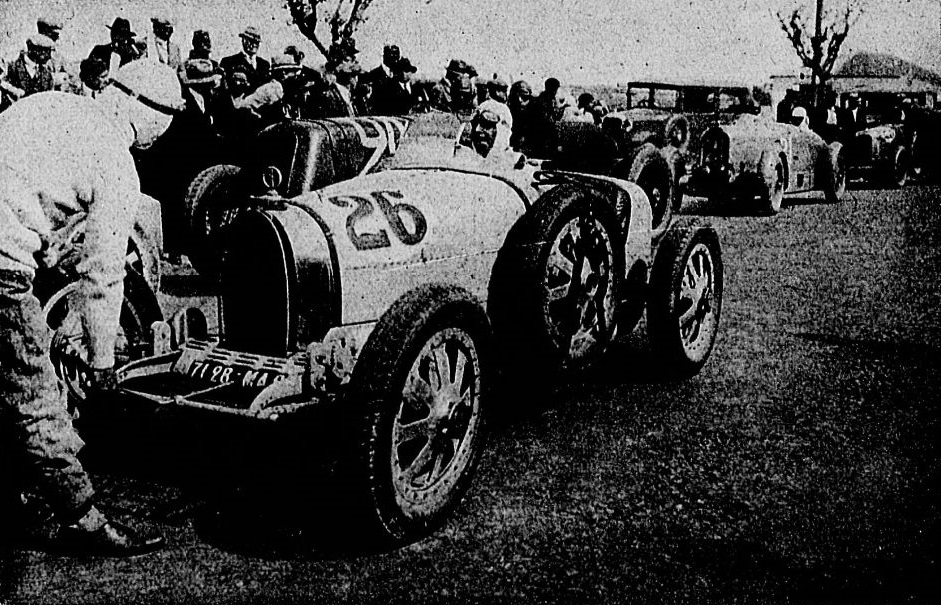
Edouard Meyer, vainqueur du Grand Prix du Maroc 1928, sur Bugatti.

- Grand Prix automobile du Maroc, en avril 1926[5] et 1928, sur Bugatti (à Casablanca, T35 pour le second succès)[6]

Route :
- Rallye du Maroc, en 1929[7] et 1949[8]

Côtes :
- Course de côte du Cherrat, en 1924
- Course de côte de Tanger, en 1929

Autres podiums notables :
- 2e du Grand Prix du Maroc en 1924 (juin), sur Bugatti à Anfa[9]
- 2e du Grand Prix du Maroc en 1925, sur Peugeot à Casablanca
- 2e du Grand Prix de l'Algérie 1928, sur Bugatti[10]
- 2e des 6 Heures d'Anfa en 1950
- 3e du rallye du Maroc en 1950, avec Pierre Vieudrin sur Renault 4CV[11] (et vainqueur de catégorie 3)

### Records
- 1925 : kilomètre lancé (national)

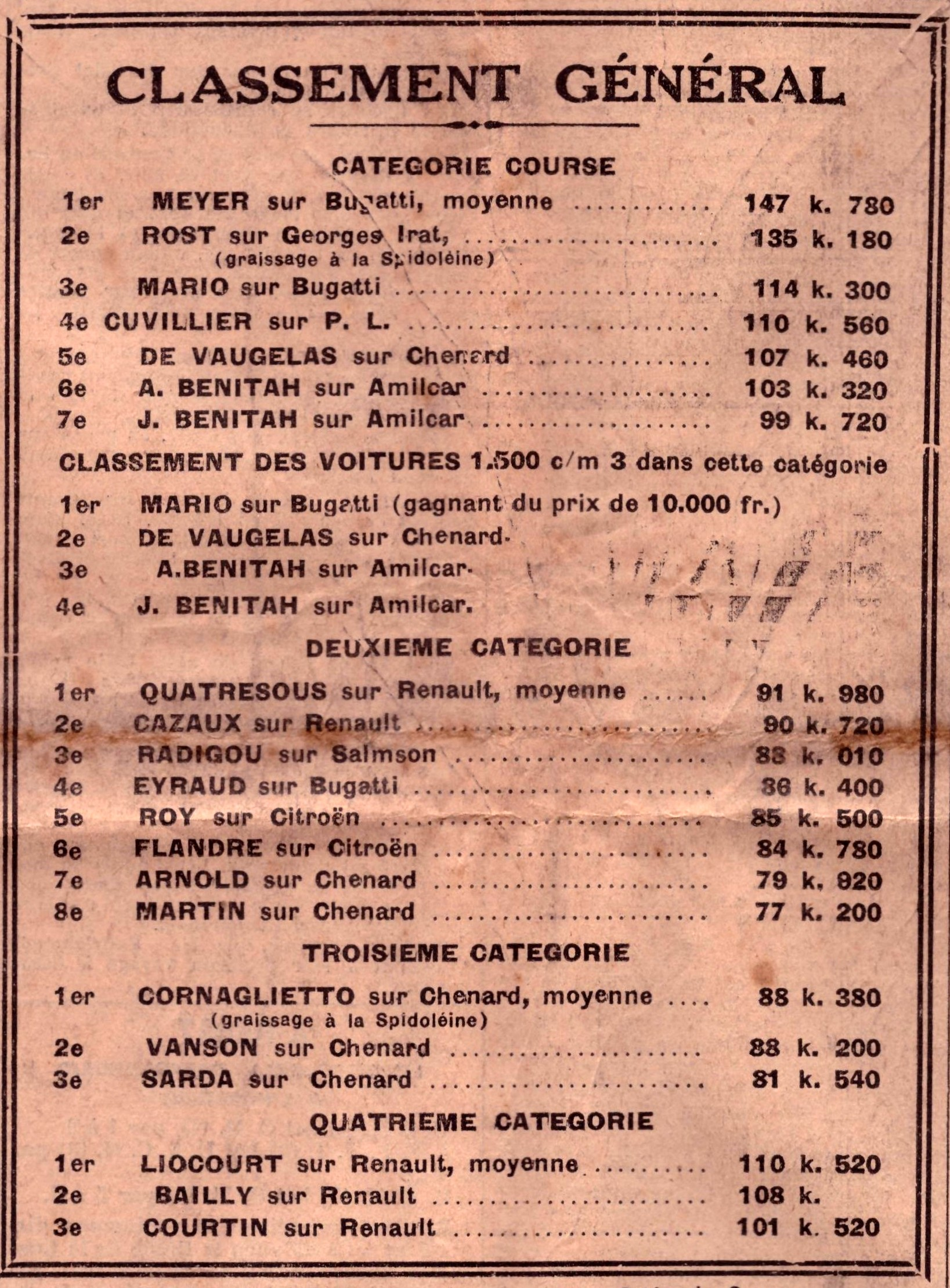
Classement du Grand Prix Marocain de 1928 ou Édouard Meyer remporte le record du monde de vitesse sur route.

- Classement du Grand Prix Marocain de 1928 ou Édouard Meyer remporte le record du monde de vitesse sur route.1928: 700 kilomètres (mondial, vitesse moyenne 147,8 km/h sur Bugatti Type 35 2,3 L[12]. lors du Grand Prix national, long en fait de 715 km[13], et ce malgré une roue déchapée à 30 kilomètres de l'arrivée).

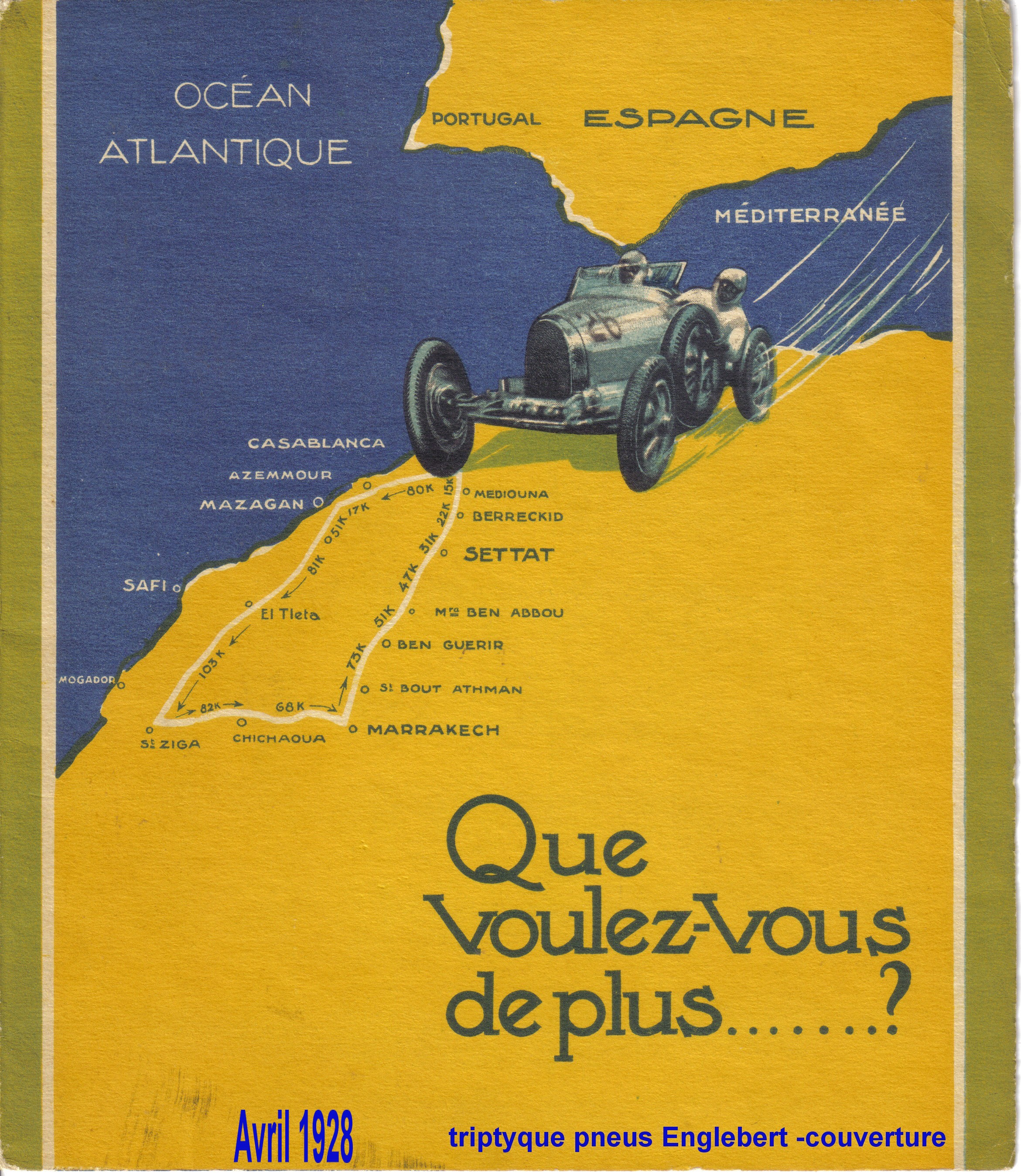
Triptyque Englebert pour le record du monde de vitesse sur route de 1928
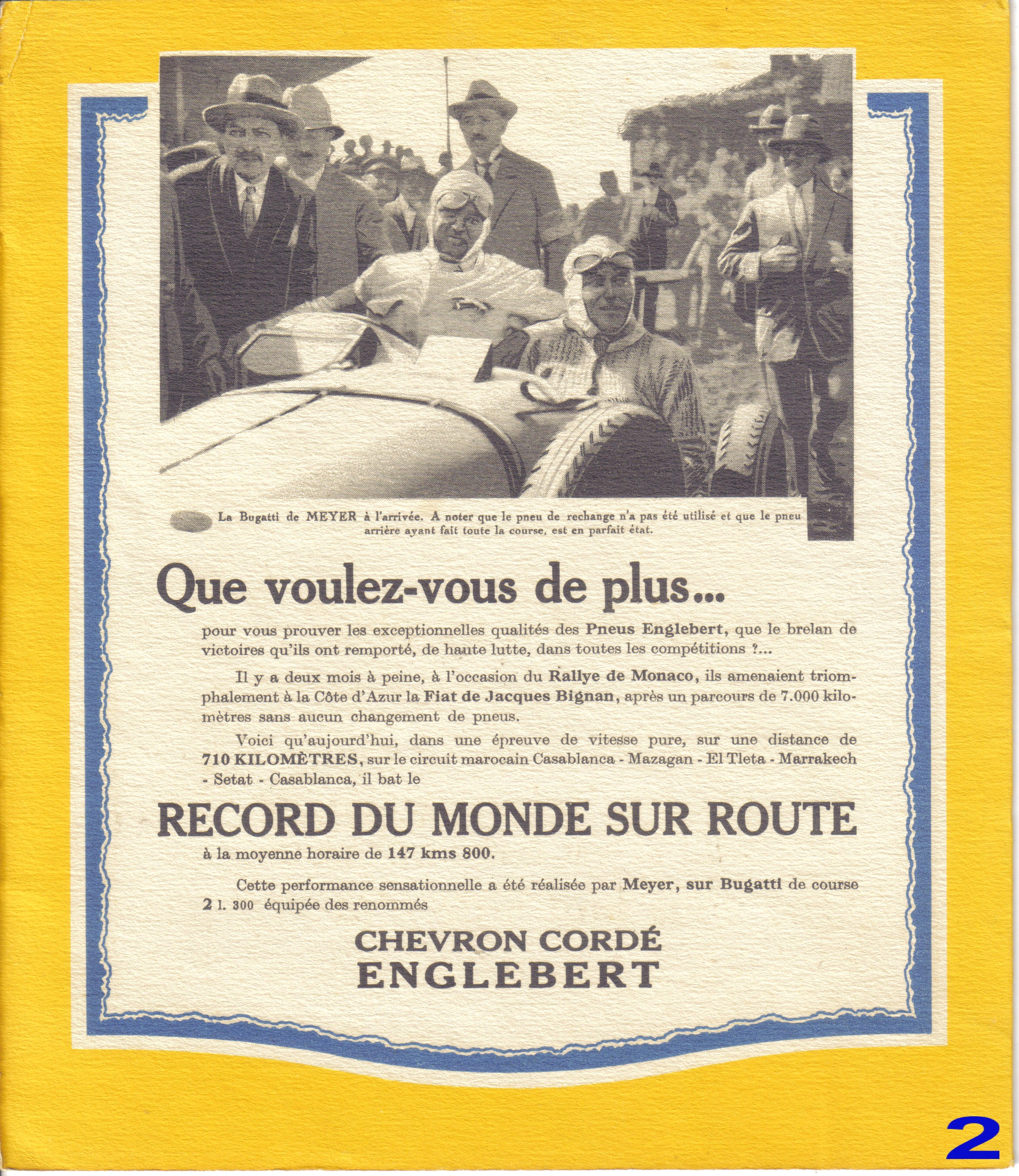
Triptyque Englebert pour le record du monde de vitesse sur route de 1928
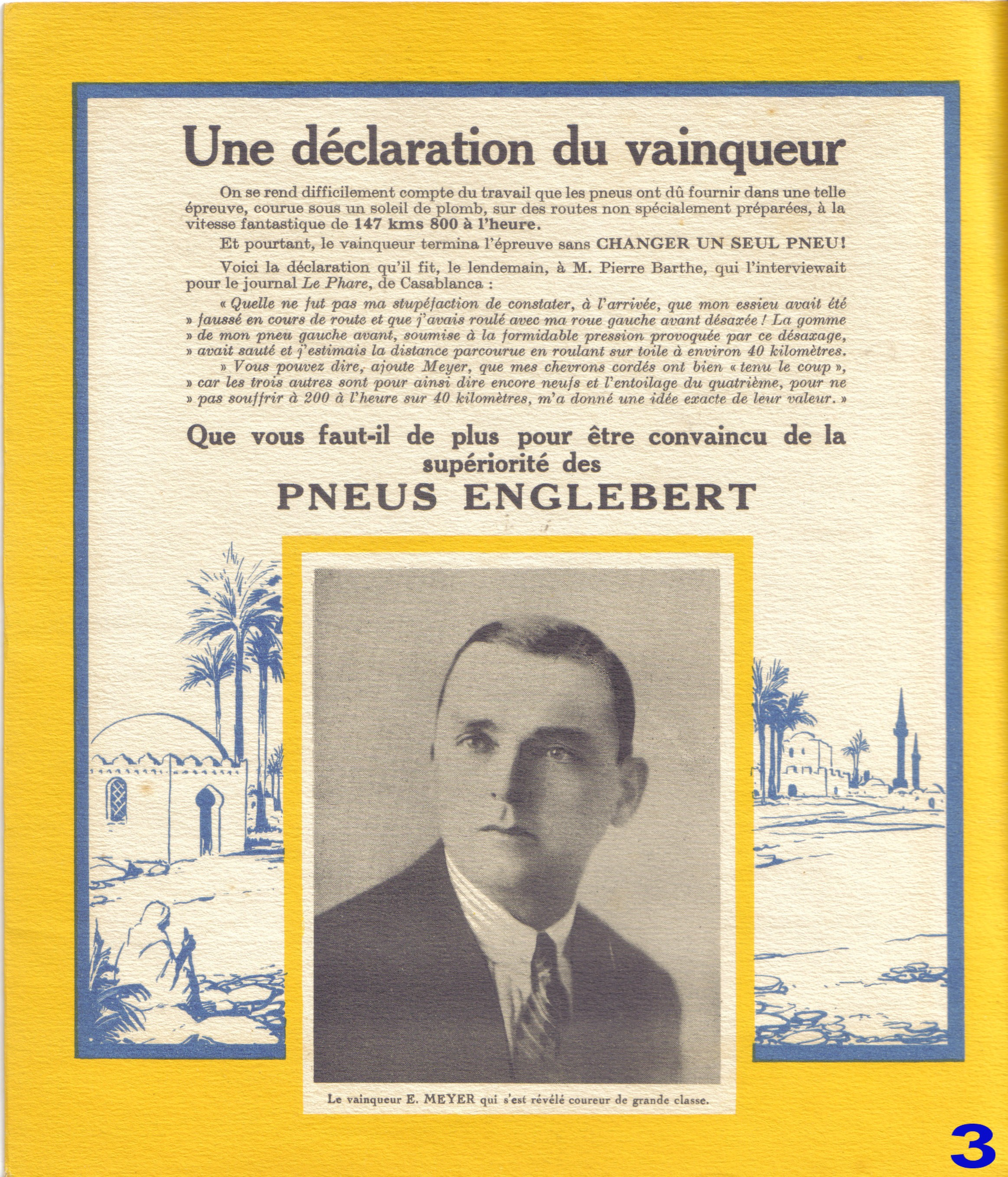
Triptyque Englebert pour le record du monde de vitesse sur route de 1928
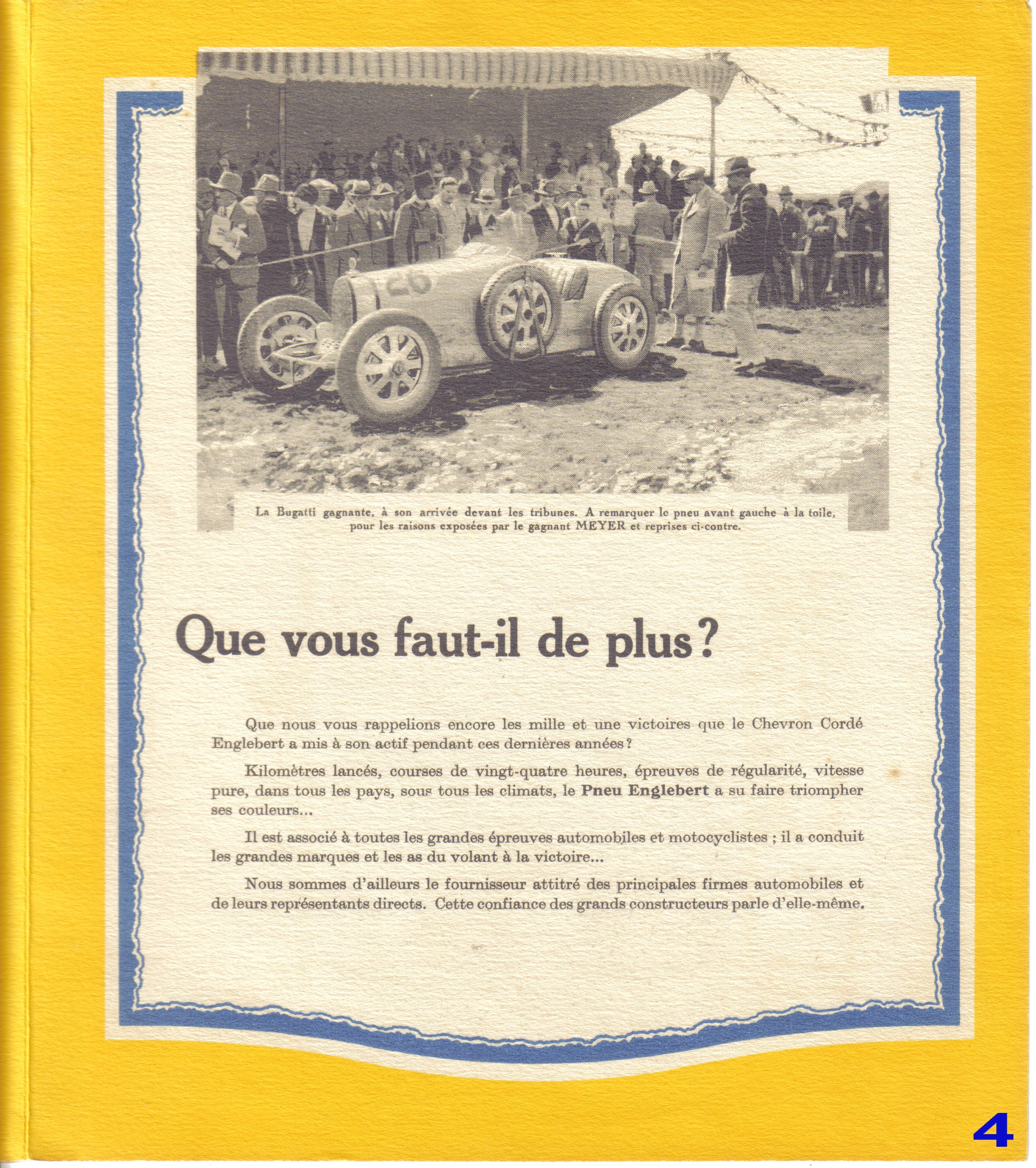
Triptyque Englebert pour le record du monde de vitesse sur route de 1928
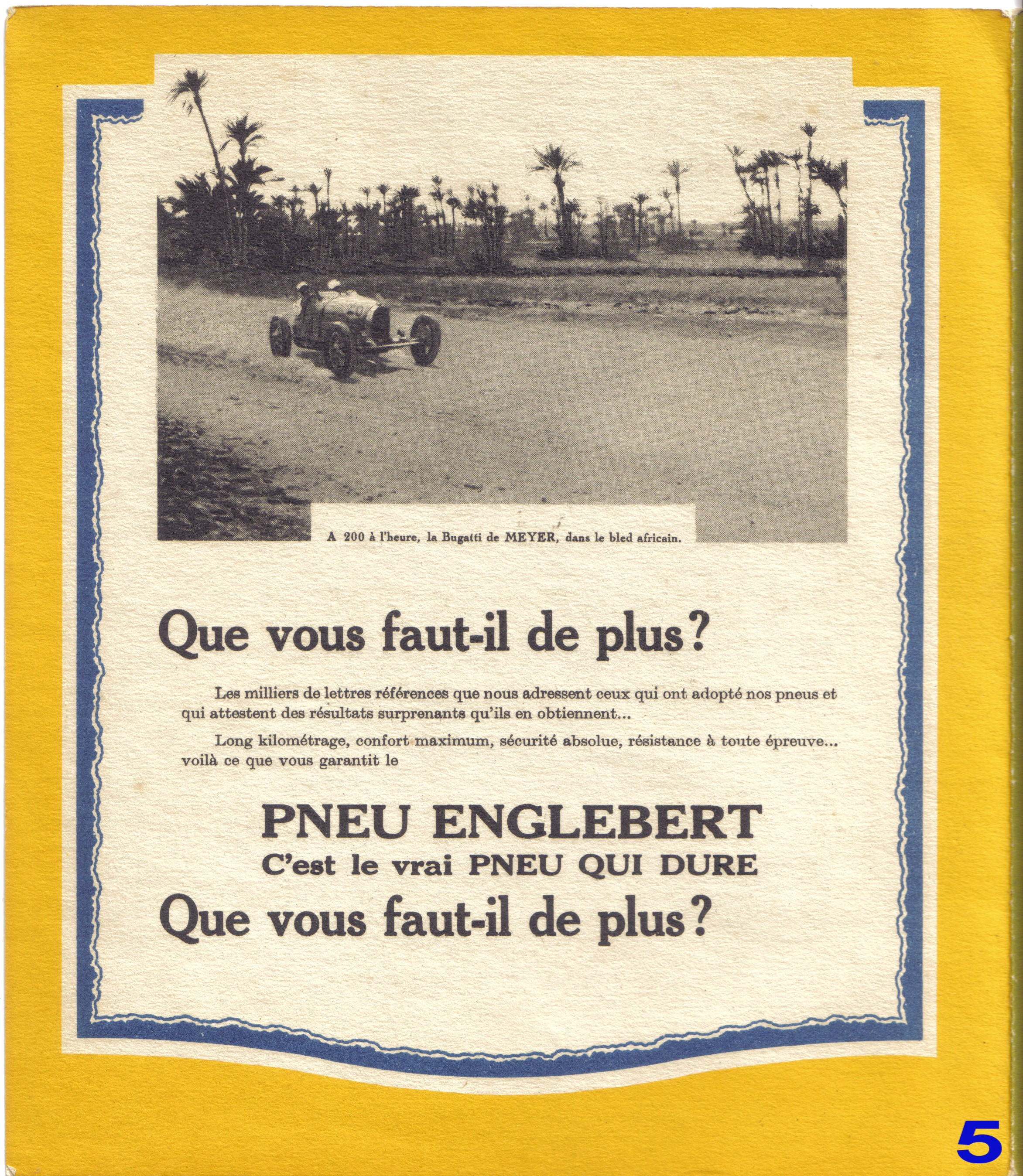
Triptyque Englebert pour le record du monde de vitesse sur route de 1928
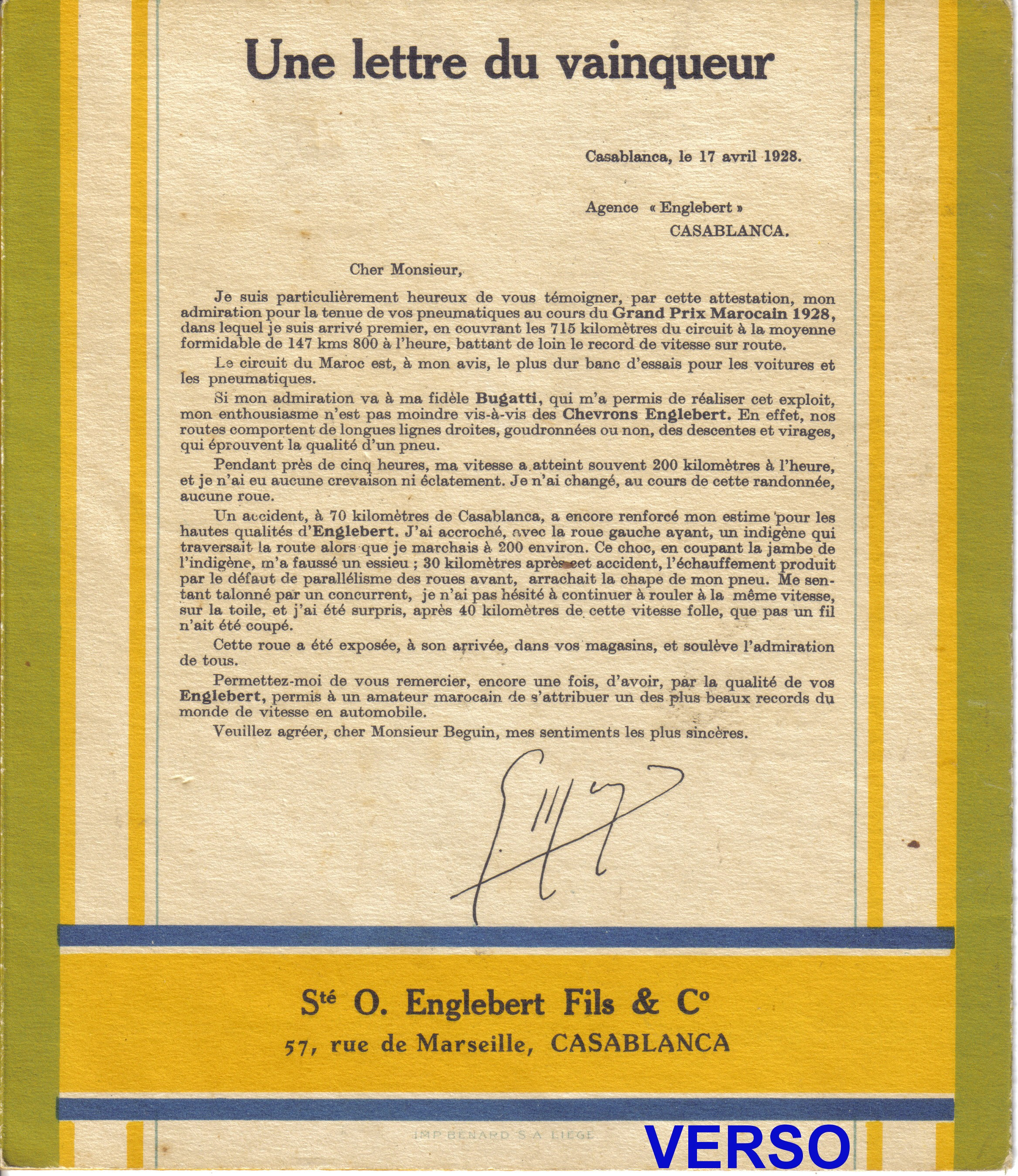
Triptyque Englebert pour le record du monde de vitesse sur route de 1928